# 戦国の兵法者
『戦国の兵法者』（せんごくのへいほうしゃ）は、日本のパソコンゲーム製作会社StudioGIW（スタジオギウ）が開発し、ベクター他によりダウンロード販売されるWindowsパソコン用シミュレーションゲーム（シェアウェア）である。ザ・ゲームシリーズNo.6『戦国ゲーム』の表題でダイソーでも販売された。オンライン対戦が可能な「通常版」と、通信機能を廃して価格を下げた「オフラインバージョン」がある。

## 概要
StudioGIWが個人として活動していた2003年3月26日に通算5作目として発表され、同年7月8日発行の「PC USER」7月24日号（ソフトバンクパブリッシング）、10月18日発行の「インディーズゲーム for Windows」（工学社） に掲載された。その後、2004年にダイソー版、続いて合資会社設立後の2005年3月に「オフラインバージョン」が発表された。会社化後の作品は『ヴァスタークロウズ1&2 Special』など商業作品として扱われる中で、この作品の「オフラインバージョン」は同社最後のシェアウェアゲームとなった。
日本の戦国時代に於ける著名な5つの合戦を再現するターン制歴史シミュレーションゲームである。プレイヤーはシナリオ毎に指定された陣営の総大将となり、戦術を駆使して敵の総大将を討ち取れば勝利、自軍の総大将が討ち取られると敗北となる。武将の率いる部隊はドットで示される兵の集団として表現され、例えば「鶴翼の陣」で接敵と同時に他の陣形に移ると敵を両翼で挟み込む包囲効果が得られるとか、その一方で鶴翼の陣は指揮官たる武将が敵に接近され易い、など陣形や用兵の特性や利点・弱点を視覚的に再現する。また、合戦経過を「采配データ」として保存し、同梱の再生プログラムを使って再生できる棋譜のような機能 を搭載し、さらに「通常版」ではIGM を通じて他のプレイヤーと最大2対2で遊べる通信対戦機能を搭載する。

## ゲームシステム
ゲームは自軍部隊に指示を与える「采配フェイズ」と各部隊が指示を実行に移す「戦闘フェイズ」とを1ターンとし、それを交互に繰り返して進行する。
時刻と天候
ターンは卯の刻、辰の刻、巳の刻…と時辰にちなむ区切りで進行し、6ターン毎 に「昼」と「夜」が入れ替わる。天候には「晴天」「雨」「霧」があり、「晴天の昼」以外の条件では敵味方の位置や陣形など得られる情報が制限される。
地形
地形には「平地」「山林」「川」の3種と、進入できない「海」がある。「平地」は移動に適し、「山林」は防御に適するが、「川」は移動・戦闘ともに適さない地形である。

### 采配フェイズ
配下武将に対して、戦闘フェイズで実行すべき行動を次の6種類から指示する。実際の行動は「戦闘」フェイズに実行されるので、指示はフェイズを終了させない限り何度でもやり直せる。自軍と敵軍及び友軍は旗や兵（ドット）の色で識別される。晴天の昼ターンには互いの総大将のみ常に武将名が表示され、配下武将や友軍は武将位置を示す旗にカーソルを合わせると武将名を確認できる。
- 移動‐部隊を目的地まで移動させるほか、陣形変更や方向転換も指示できる。天候が「雨」の場合、移動速度が遅くなり兵の体力を多く消耗する。
- 待機‐陣形を整え、兵の体力を若干回復させる。
- 攻撃‐敵に対し攻撃を行う。攻撃力が上がる反面、兵の体力を激しく消耗する。体力が半分以下の時に使うと、兵の士気が下がり、士気が一定以下になると攻撃力も下がる。なお、攻撃指示を与えられていない部隊も敵と接触すると戦闘状態になる。
- 気合‐一時的に士気を上げ、次ターンに攻撃力を大幅に上げる反面、夜や霧のときに使うと敵に部隊の位置を知られてしまい、体力が半分以下のときに使うと士気が下がる。
- 休息‐兵を休息させ体力を回復するが、休息中の部隊は無防備となる。「夜」に実行すると効果がより大きい。
- 任意‐その武将への指示をコンピュータに任せる。当該武将は友軍と同様に行動する。

### 戦闘フェイズ
「采配フェイズ」で与えた指示を各部隊が実行に移すフェイズで、プレイヤーには実質的に介入の余地が無い。敵味方が接触すると、その位置に交差する刀のアイコンが表示され、戦闘が開始される。それぞれ旗の位置に居る武将を討ち取られた部隊は統制を失い、士気が半減して采配フェイズの指示を受け付けなくなる。友軍武将が討ち死にすると友軍全体の士気が下がり、敵武将を討ち取った部隊は士気が上がる。「士気」は部隊の攻撃力、「体力」は部隊の移動力に影響する。なお、通信対戦と不定地形を除いて、武将の能力値が兵に影響を与える。一方、陣形には攻撃力・防御力数値や定まった強弱関係は無く、もっぱら戦闘に参加しうる兵数による攻撃面と武将の位置による防御面での有利・不利が反映される。

### 戦闘結果と評価判定
敵の総大将を討ち取ると自軍勝利で終わり、戦闘に参加した武将の功績に基づく得点が計算される。武将の功績には敵と最初に交戦した「一番槍」、敵将を最初に討ち取った「一番首」、総大将を討ち取った「将首」、総大将以外の自軍武将の負傷も功績に数えられる（自軍総大将の負傷は功績を下げる）。得点は武将の功績値の合計とクリアターンの少なさ、自軍死傷者数の少なさによって決まる。こうして計算された全ステージの平均点が一定水準を満たすと最高八段までの「段位」が与えられる。特定ステージをクリアすると、それぞれ特殊効果を持つ以下の「兵法書」（武経七書）が得られる。
- 孫子‐堰月の陣、衝軛の陣、長蛇の陣、鋒矢の陣、方円の陣の5つの陣形が使えるようになる。
- 呉子‐移動や待機での士気低下が抑制される。
- 尉繚子‐「竜渦の陣」（車懸の陣）が使えるようになる。
- 六韜‐雨に於ける体力低下が無くなる。
- 三略‐昼に於ける休息効果が増加する。
- 司馬法‐夜に於いて兵数以外の敵情報が閲覧可能になる。
- 李衛公問対‐夜に於いて敵部隊の兵数が閲覧可能となる。
- ???‐「葉双の陣」が使えるようになる。

「通常版」に於ける通信対戦では、対戦成績によってさらに「兵聖」「騎聖」などの「冠位」が与えられる。対戦で連勝すると、オフラインでは得られない九段の段位を得る可能性も生じる。

### シナリオ
このゲームで遊べるシナリオは、以下の7本である。このうち「模擬戦」と「不定地形」は全くの仮想戦であり、前者は太原雪斎による指導付きの練習シナリオ、「不定地形」は遊ぶ度に地形が変化するランダムマップシナリオである。また、中級・上級難易度では、例えば山崎の戦いで明智軍が羽柴軍と同数兵力になっていたり、関ヶ原の戦いで小早川秀秋が寝返らないなど、仮想戦となるものもある。なお、どのシナリオも原則として1度で勝負がつくが、「不定地形」だけは3回連続して戦闘を行い勝敗を決定する。
| シナリオ名                  | 初級                      | 中級     | 上級     |
| --------------------------- | ------------------------- | -------- | -------- |
| 模擬戦                      | 松平元康                  | 松平元康 | 松平元康 |
| 桶狭間の戦い                | 織田信長                  | 今川義元 | 松平元康 |
| 川中島の戦い （第4次合戦）  | 武田信玄                  | 上杉謙信 | 武田信玄 |
| 姉川の戦い                  | 織田信長                  | 徳川家康 | 浅井長政 |
| 山崎の戦い                  | 羽柴秀吉                  | 羽柴秀吉 | 明智光秀 |
| 関ヶ原の戦い                | 徳川家康                  | 石田三成 | 石田三成 |
| 不定地形 （ランダムマップ） | 徳川家康 （五大老連合軍） | 豊臣秀吉 | 徳川家康 |

## 戦国ゲーム
ダイソー版に於ける製品版との違いは、シナリオが「模擬戦」「桶狭間の戦い」「不定地形（ランダムマップ）」の3つに限られる点、難易度が易しく設定されている点、通信対戦非対応である点、の3点である。

## 関連作品
- StudioGIWサウンドトラック「居酒屋迷宮」‐StudioGIWのゲーム作品に使われた音楽を収録したサウンドトラック。公式サイト[8] から無料ダウンロードできるが、「制作支援制度」[9] により1000円（税込）の購入費を支払うと『ゾンビヴァイタル 〜迷宮の経営者〜』挿入歌「居酒屋迷宮」のカラオケ版の解凍パスワードが送られる。